# Caballo (ajedrez)
El caballo es una pieza menor del ajedrez occidental de un valor aproximado de tres peones. Tiene un movimiento semejante a una "L" (también llamado "martillo") y, a diferencia de otras piezas, puede saltar piezas intermedias, lo que hace esta pieza, junto con los peones una de las piezas con las que se puede iniciar una partida. Siendo que captura, tomando el escaque ocupado por la pieza adversaria (sin eliminar a las piezas que había en camino).
Al comienzo de una partida, cada jugador tiene dos piezas que son dispuestas en las columnas b y g, en la primera fila para las blancas y en la octava para las negras. El juego es más activo en el centro ampliado, donde se puede atacar a más escaques que en la esquina y es el único que no consigue perder un tiempo y en función de eso no puede evitar posiciones zugzwang. Normalmente, los jugadores sin experiencia temen al caballo, no comprenden el modo excéntrico de su movimiento, sorprendiéndose con la táctica del tenedor. Al final del juego, su ventaja no siempre es suficiente para asegurar la victoria por no conseguir atravesar el tablero en un solo movimiento, aunque sea un buen bloqueador de peones.
La pieza es utilizada en casi todas las variantes de ajedrez, normalmente esta en la misma posición de la versión occidental, siempre con el mismo movimiento característico y el nombre asignado al animal caballo. El nightrider es una pieza que tiene su movimiento semejante al caballo, habiendo sido creada para su uso en problemas de ajedrez.

## Origen y etimología
Una de las leyendas que acompañan a la creación del juego cuenta que el Brahmán Sissa creó el chaturanga, precursor más antiguo del ajedrez, a petición del Rajá indio Balhait. Sissa se basó en las figuras del Ejército de la India, e incluyó el caballo como forma representativa de la caballería y del papel que desempeñaba en los ejércitos durante la guerra. De acuerdo con relatos griegos, esta era la composición del ejército de la India desde el siglo IV a. C. La palabra Chaturanga, que nombró a la primera versión del juego, tiene el significado que se atribuye a las partes del ejército en el Ramáiana y en el Mahabharata en el cual el ejército está expresamente llamado hasty-ashwa-ratha-padatam del cual ashwa es la palabra en sánscrito para el animal caballo.
En idioma persa la pieza se denominaba Asp y en árabe Faras, ambas con el mismo significado que en sánscrito. En España y Portugal la pieza retuvo el significado original en sánscrito, pero en Francia, Italia y Reino Unido su significado fue alterado con el fin de representar a la caballería, influenciado por moralidades medievales que utilizan el juego como una metáfora para retratar la sociedad. En idioma alemán la pieza adquirió una nomenclatura diferente donde es denominada Springer que significa saltador. La denominación de la pieza en Asia tiene el mismo significado sánscrito siendo los nombres Chino y Coreano más comunes y en Japón Kei-ma. En Birmania, Malasia y Java, los nombres son myin, kuda y jaran respectivamente.

## Arqueología
Los artefactos más antiguos encontrados son del conjunto de piezas de Afrasiab del cual fueran encontrados dos caballos. Las piezas tienen aproximadamente tres centímetros de alto y tienen la forma de un guerrero armado montado.
Diseños más simples y estilizados fueron desarrollados por los musulmanes siguiendo la prohibición del Islam de representar figuras vivas. En el conjunto de piezas de Ager, el caballo es un bloque cilíndrico con inscripciones en los laterales. En Europa, el conjunto de piezas de Carlomagno, encontrado en la Basílica de Saint-Denis en el siglo XIII, contiene tres caballos en marfil representados por guerreros a caballo con espada y escudo. El formato actual ampliamente conocido de la pieza fue creado en el siglo XV en Europa y fue motivado por el comienzo del Renacimiento, en el cual los artesanos representaban en la pieza la revalorización de la cultura clásica, adoptando un dibujo basado en las esculturas de la Antigua Grecia.
En el conjunto de piezas de Lewis, que data del siglo XII y encontrados en la isla de Lewis, en las Hébridas Exteriores de Escocia, fueron encontrados quince caballos, representados con una lanza en su mano derecha y un escudo en la otra.

## Movimiento y valor relativo
|       |       |       |       |       |       |       |       |       |  |
|       | a8    | b8    | c8    | d8    | e8    | f8 bd | g8 nd | h8 rd |  |
| a7    | b7    | c7    | d7    | e7 xo | f7 pd | g7 pd | h7 pd |       |  |
| a6    | b6    | c6    | d6    | e6    | f6 xo | g6    | h6 xo |       |  |
| a5    | b5 xo | c5    | d5 xo | e5    | f5    | g5    | h5    |       |  |
| a4 xo | b4    | c4    | d4    | e4 xo | f4    | g4    | h4    |       |  |
| a3    | b3    | c3 nl | d3    | e3    | f3    | g3    | h3    |       |  |
| a2 xo | b2    | c2    | d2    | e2 xo | f2    | g2    | h2    |       |  |
| a1    | b1 xo | c1    | d1 xo | e1    | f1    | g1    | h1    |       |  |
|       |       |       |       |       |       |       |       |       |  |

Gif de movimientos permitidos.

En la posición inicial de las piezas sobre el tablero, cada jugador de ajedrez tiene a su disposición dos caballos, posicionados en g1 y b1, para las blancas, y en b8 y g8, para las negras, Según lo establece la FIDE, en los países de habla hispana y portuguesa el caballo debe estar representado con la letra C en la notación algebraica, que deben ser utilizadas en los torneos oficiales. En los periódicos y en la literatura se recomienda el uso de figuras o diagramas ( y )
El movimiento del caballo permaneció prácticamente inalterado a lo largo de la historia del ajedrez, pudiéndose mover hacia el escaque más próximo donde se encuentra, mientras no esté en la misma columna, diagonal o filas del Tablero, con el formato característica de la letra L, pudiendo saltar piezas intervinientes. La pieza es más activa en el centro ampliado donde puede atacar ocho escaques y menos eficaz en las esquinas donde puede atacar de dos a seis escaques. El Caballo es la única pieza que no puede perder un tiempo, o sea, consigue mover de b6 a b5 en un número impar de movimientos, pero nunca en un número par de movimientos, función de eso, la pieza no consigue evitar posiciones de zugzwang.
Usualmente, el valor relativo del caballo se estima en aproximadamente tres puntos en relación con el valor de referencia de un peón. Sin embargo, en los finales el valor puede ser inferior a 2 ½ puntos, en parte porque el lado con el caballo no puede vencer si el último peón aliado ha sido capturado.
Un caballo tiene aproximadamente el mismo valor relativo del alfil (3 puntos); sin embargo, dos caballos son normalmente medio punto menos valioso que el par de alfiles. Los jugadores inexpertos normalmente temen el caballo por no comprender el modo excéntrico de su movimiento, siendo atrapado con sorpresa con la táctica del tenedor. Por otro lado, los jugadores experimentados como Tigran Petrosian prefieren la pieza por la superioridad sobre el alfil en determinadas posiciones. Además, los caballos no sufren de la debilidad del color, lo que permite alcanzar todos los escaques en el tablero, a pesar de que el alfil sea capaz de emplear tácticas como la clavada, siendo el caballo incapaz de realizarla. En otras variantes del ajedrez este valor relativo puede ser diferente. En el ajedrez chino, un caballo es más relevante que dos alfiles, mientras que los dos caballos japoneses son menos relevantes que un alfil.
Al cambio de un caballo por una torre se denomina ganancia de calidad. Aunque la diferencia relativa sea de dos peones, algunos jugadores como Tigran Petrosian creen que la diferencia es menor entre 1 y 1 ½. El intercambio de un caballo por un alfil, se denomina calidad inferior, término acuñado por Siegbert Tarrasch. En ciertas posiciones, un alfil también puede perder un tiempo a través de un movimiento de espera, evitando posiciones Zugzwang siendo el caballo incapaz de realizar esta táctica.

## Estrategia
Por ser una pieza de corto alcance, el caballo debe ser empleado en el centro del tablero donde se puede mover por más escaques. En la primera y segunda fila, es considerado una pieza defensiva, la cual debe ser movida hasta la tercera y cuarta fila, donde puede atacar como defender el ataque con la misma facilidad. En la fila quinta y sexta, su posición es agresiva y debería basarse en puntos de apoyo donde no puede ser atacado por peones adversarios, o si no debilitaría las defensas adversarias.
En posiciones cerradas, el caballo es un fantástico bloqueador de peones adversarios, porque a diferencia de las otras piezas, su movimiento no está limitado por el peón, ni por el oponente, ni por la ausencia de columnas o diagonales abiertas para mover el alfil y la Torre. Sin embargo, en posiciones abiertas, el caballo, al tener un alcance limitado, es inferior que el alfil (pieza menor con el mismo valor que el caballo). Mientras el alfil puede desplazarse de lado a lado del tablero en solo 1 jugada (desde a1 hasta h8 por ejemplo), el caballo necesitaría 6 jugadas. 
En finales con solamente un peón, la ventaja de un caballo no siempre es suficiente para garantizar la victoria, especialmente si el peón está en la columna a o h. En este caso, la incapacidad para perder un tiempo no permite que el propio rey aleje al adversario por oposición, garantizando así la victoria. En otras situaciones con un peón para cada lado, el caballo solo será útil si es capaz de defender su propio peón en una fila inferior y su rey puede capturar el peón adversario, o si el rey puede defender su peón y el caballo captura al peón oponente sin ahogar al rey adversario.

## La figura del caballo en otras variantes
En la variante llamada cavalomate el caballo tiene la función de pieza real debiendo ser capturado para ganar el juego. Se utiliza solo un caballo por jugador, que ocupa el escaque que normalmente sería del rey, y se utiliza hasta dos reyes que pueden ser capturados normalmente en los escaques que serían ocupados por el caballo. En China y Corea el caballo no puede saltar otras piezas debiendo el escaque interviniente, por tanto, necesita ser o estar desocupado, es decir, un ma en e5 solo puede mover para c4 o c6 si el escaque d5 estuviera desocupado. En Japón, el movimiento está restringido a dos escaques más avanzados, o sea, un kei en g1 se puede mover solamente para f3 y h3. El número también se puede promover en shōgi (ajedrez japonés) en el que pierde la capacidad de saltar a través de moverse como el General de Oro (kinshō).
El nightrider es una pieza que tiene un movimiento semejante al caballo, habiendo sido inventada por W. S. Andrews en 1907 para su uso en problemas de ajedrez. Un nightrider en a1 se puede mover de c2, e3 y g4 u en otra línea hasta b3, c5 y d7 pudiendo saltar piezas intervinientes, excepto las localizadas en el punto por donde pasa.

## El paseo del Caballo

Solución "cerrada" para el problema, presentada por el autómata El turco.

El paseo o problema del caballo, es un famoso problema de ajedrez que involucra el recorrido de la pieza por todo el tablero de ajedrez, siguiendo las reglas del juego de moverse en forma de L, y pasar por todos los escaques una sola vez en movimientos consecutivos.
El ejercicio tiene poco que ver con el ajedrez y existe la posibilidad de anteceder el juego y el movimiento del caballo se han retirado del problema. Se menciona en el trabajo Kavyalankara de Rudrata alrededor del siglo IX, en el cual la solución se limita a la mitad del tablero, y en el quinto libro de Bhagavantabháskara escrito alrededor del siglo XVI, que contiene una sección sobre el ajedrez. El problema despertó el interés de varios matemáticos, incluyendo el suizo Leonhard Euler quien describió un método matemático para resolver el problema.
Hay algunas soluciones a un refinamiento matemático en el que se agrega los dígitos de las órdenes de los movimientos en las columnas y filas, el resultado es 260, siendo este tipo de solución propuesta inicialmente por Carl Jaenisch en 1862. Otra mejora presentada en el trabajo de Rudrata consiste en un poema en el cual cuando la lectura se realiza directamente, es decir, como si no hubiera tablero, es el mismo poema que cuando se lee de acuerdo a las reglas de movimiento de la pieza.
- Wikimedia Commons alberga una categoría multimedia sobre Caballo.

## Nota
1. ↑  La The London Encyclopaedia de 1839 menciona la palabra Aswa con el mismo significado.[2]